# Theodor Meyer-Steineg
Theodor Meyer-Steineg, vor 1910 Theodor Meyer (* 9. Mai 1873 in Bückeburg; † 10. Mai 1936 in Ospedaletti in Ligurien), war ein deutscher Jurist, Augenarzt und Komponist sowie bedeutender Medizinhistoriker.

## Leben
Theodor Meyer war Sohn eines Bankiers in Bückeburg. Er studierte Medizin an der Ludwig-Maximilians-Universität München und der Christian-Albrechts-Universität zu Kiel. Während seines Studiums trat er 1890 der Burschenschaft Danubia München bei. Nach dem Staatsexamen wurde er 1896 zum Dr. med. promoviert. Er war dann als Assistenzarzt an der Charlottenheilanstalt für Augenkranke in Stuttgart tätig, bis er sich selbst als Augenarzt zunächst in Detmold und erneut 1913 in Jena niederließ.
Nach seiner praktischen Tätigkeit als Mediziner studierte er ab 1901 Rechtswissenschaften an der Universität Kiel und wurde 1905 an der Universität Rostock zum Dr. jur. promoviert. 1907 folgte die Habilitation für Medizingeschichte (mit einer Arbeit über den römischen Ärztestand) an der Medizinischen Fakultät der Friedrich-Schiller-Universität Jena. 1911 wurde er außerordentlicher Professor für die Geschichte der Medizin. Im gleichen Jahr begründete er die Anstalt für Geschichte der Medizin in Jena mit. Bereits 1909 war er maßgeblich an der Zusammenstellung der Medizinhistorischen Sammlung am Universitätsklinikum Jena beteiligt, darunter 80 antike Gegenstände, gesammelt in Griechenland, Kreta und Kleinasien. Darüber hinaus war er von 1912 bis 1932 Herausgeber der Jenaer medizinhistorischen Beiträge. 1921 veröffentlichte er mit Karl Sudhoff das Standardwerk Geschichte der Medizin. Nach der „Machtergreifung“ der Nationalsozialisten 1933 emigrierte er nach Italien, wo er seinen Lebensabend verbrachte.
Ab 1910 trug Theodor Meyer den Nachnamen Meyer-Steineg. Er entstammte einer jüdischen Familie, konvertierte später zum Christentum (evangelisch). Seine Ehefrau wurde 1944 im KZ Theresienstadt ermordet. Meyer-Steineg war vielseitig tätig und hatte u. a. Einträge in der Grossen jüdischen National-Biographie (Wininger) und wegen seiner Komponistentätigkeit im Kurzgefaßten Tonkünstler-Lexikon (Frank/Altmann).

## Veröffentlichungen (Auswahl)
- Kranken-Anstalten im griechisch-römischen Altertum. Fischer, Jena 1912.
- Studien zur Physiologie des Galenos. In: Archiv für Geschichte der Medizin. Band 5, 1912, S. 172–224, und Band 6, 1913, S. 417–448.
- Darstellungen normaler und krankhaft veränderter Körperteile an antiken Weihgaben. Fischer, Jena 1912.
- Chirurgische Instrumente des Altertums. Ein Beitrag zur antiken Akiurgie. Fischer, Jena 1912.
- Ein Tag im Leben des Galen. Diederichs, Jena 1913.
- Das medizinische System der Methodiker, eine Vorstudie zu Caelius Aurelianus „De morbis acutis et chronicis“. Fischer, Jena 1916 (= Jenaer medizin-historische Beiträge. Band 7/8).
- mit Karl Sudhoff: Geschichte der Medizin im Überblick mit Abbildungen. Gustav Fischer, Jena 1921; 3. Auflage ebenda 1923; 4. Auflage, besorgt durch Benno von Hagen, ebenda 1950; 5., durchgesehene und erweiterte Auflage, unter dem Titel Illustrierte Geschichte der Medizin, hrsg. und ergänzt von Robert Herrlinger und Fridolf Kudlien, Stuttgart 1965; Neudruck (mit dem Untertitel Von der Vorzeit bis zur Neuzeit) Krone/Voltmedia, München/Paderborn 2006, ISBN 3-938478-56-X.